# Mariebergs IK
Mariebergs IK – szwedzki wielosekcyjny klub sportowy z siedzibą w dzielnicy Sztokholmu Mariebergs.

## Historia
Mariebergs IK został założony w 1902 roku w Sztokholmie przez uczniów Północnego Łacińskiego Gimnazjum. W klubie działały sekcji lekkoatletyczna, bandy, piłki nożnej i hokeju na lodzie.
W 1910 klub był jednym z najbardziej utytułowanych klubów w Szwecji w lekkiej atletyce, dzięki sprinterowi R. Smedmark i olimpijskiemu medaliście w biegach na średnie odległości John Zander. 
Także drużyna w bandy zdobyła wielki sukces, kiedy dotarła do półfinału mistrzostw Szwecji 1919 - przegrana 1:2 z IK Gota. 
Piłkarze uczestniczyli regularnie w rozgrywkach Pucharu Svenska Mästerskapet, zwycięzca którego w latach 1896–1925 zostawał mistrzem kraju. Najlepszy wynik to półfinał w 1918 roku, kiedy to przegrali 1:2 z Helsingborgs IF w drodze po tytuł mistrza. Również, zespół brał udział w rozgrywkach mistrzostw Sztokholmu - Wicanderska Välgörenhetsskölden, turnieju podobnego do Tarczy Wspólnoty w Anglii. Trzykrotnie w tym turnieju zdobywał drugie miejsce. Także zespół grał w sezonie w 1911/12 w Svenska serien, która była najwyższą piłkarską klasą rozgrywkową w Szwecji w latach 1910–1924. W 1924 powstała Allsvenskan, jako następca ligi Svenska Serien. Najlepszy zespół tych rozgrywek nie zostawał jednak mistrzem Szwecji, ponieważ ten tytuł jest oficjalnie przyznawany dopiero od 1931.
W klubie występowało wielu reprezentantów Szwecji, m.in. Sven Ohlsson, Gustaf Carlson, Herbert Svensson, Einar Halling-Johansson, Sixten Öberg, Knut Gustavsson i Helmer Lundberg. 
Drużyna w bandy została rozwiązana w 1926, piłki nożnej w 1927, hokeju na lodzie w 1929. Jedynie sekcja lekkiej atletyce kontynuowała działalność.

## Sukcesy

### Trofea międzynarodowe
Nie uczestniczył w rozgrywkach europejskich (stan na 31-05-2014).

### Trofea krajowe
| \| \| Zdobyte trofea w rozgrywkach Szwecji (stan na: 31-05-2014) \| |                                                            |      |                          |
| Rozgrywki                                                           | Osiągnięcie                                                | Razy | Sezon(y)                 |
| Mistrzostwo                                                         | I miejsce                                                  | 0    |                          |
| Mistrzostwo                                                         | II miejsce                                                 | 0    |                          |
| Mistrzostwo                                                         | III miejsce                                                | 1    | 1918 (jako półfinalista) |
| Puchar                                                              | zdobywca                                                   | 0    |                          |
| Puchar                                                              | finalista                                                  | 0    |                          |
| II liga                                                             | I miejsce                                                  | 0    |                          |
| II liga                                                             | II miejsce                                                 | 0    |                          |
| II liga                                                             | III miejsce                                                | 0    |                          |
| Szwecja                                                             | Zdobyte trofea w rozgrywkach Szwecji (stan na: 31-05-2014) |      |                          |

- Wicanderska Välgörenhetsskölden
  - wicemistrz (3x): 1907, 1909, 1912